# Nealcidion scutellatum
Nealcidion scutellatum es una especie de escarabajo longicornio del género Nealcidion, tribu Acanthocinini, subfamilia Lamiinae. Fue descrita científicamente por Bates en 1881.

## Descripción
Mide 8,5 milímetros de longitud.

## Distribución
Se distribuye por Costa Rica y Guatemala.